# إم جي 08
كان «المدفع الرشاش 08» أو «إم جي 08» (Maschinengewehr 08) ، أو (MG 08) ، الرشاش القياسي للجيش الألماني في الحرب العالمية الأولى وهو مقتبس من رشاش مكسيم الأصلي الذي صنعه «هيرام إس مكسيم» عام 1884. تم إنتاجه بنماذج مُختلفة خلال الحرب. خدم الـ«إم جي 08» خلال الحرب العالمية الثانية كمدفع رشاش ثقيل في العديد من فرق المشاة الألمانية، على الرغم من أنه بحلول نهاية الحرب كان قد تم إرساله في الغالب إلى وحدات الحصون الدفاعية من الدرجة الثانية.

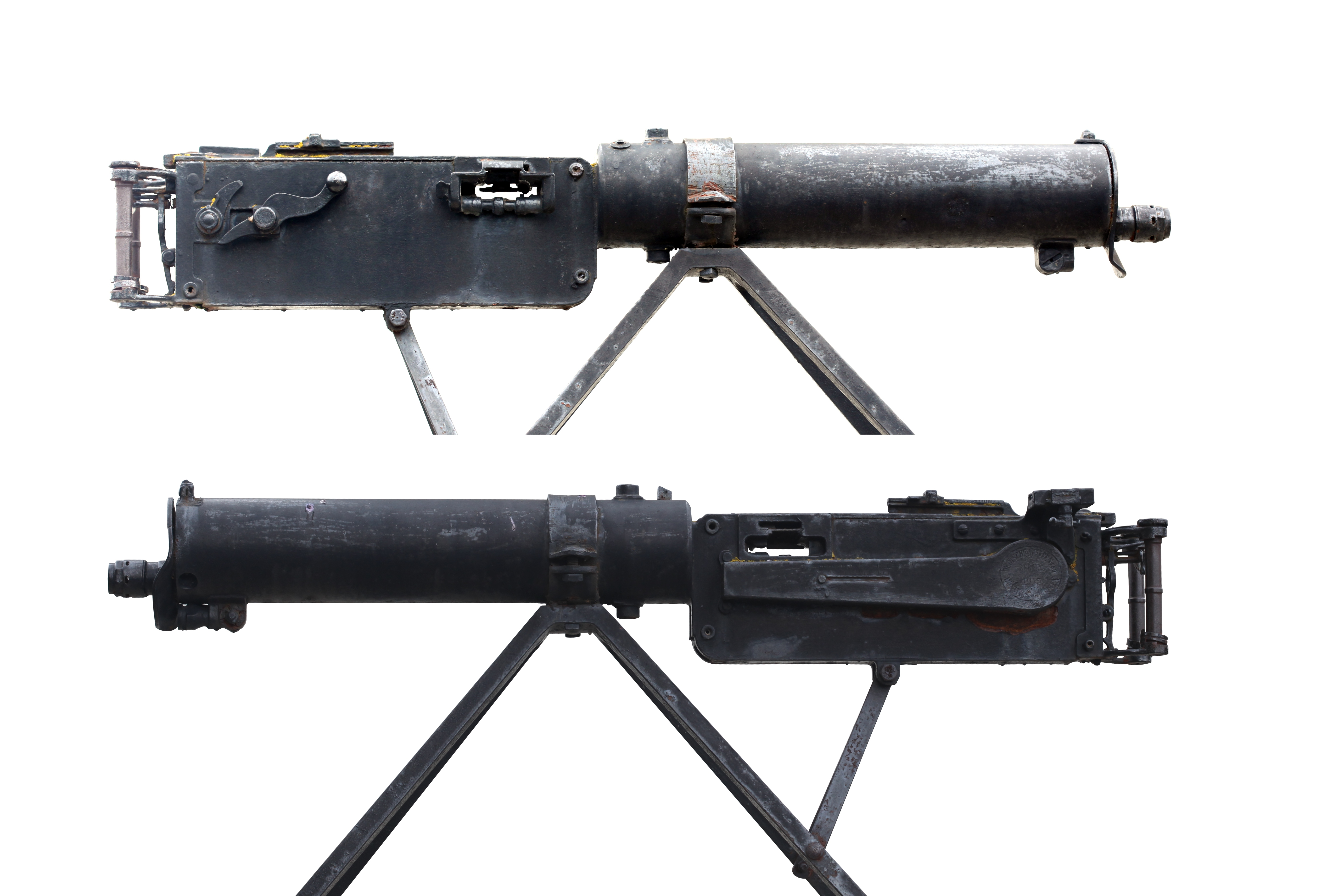
منظران جانبيان لنسخة المشاة MG 08 الأصلية المبردة بالماء

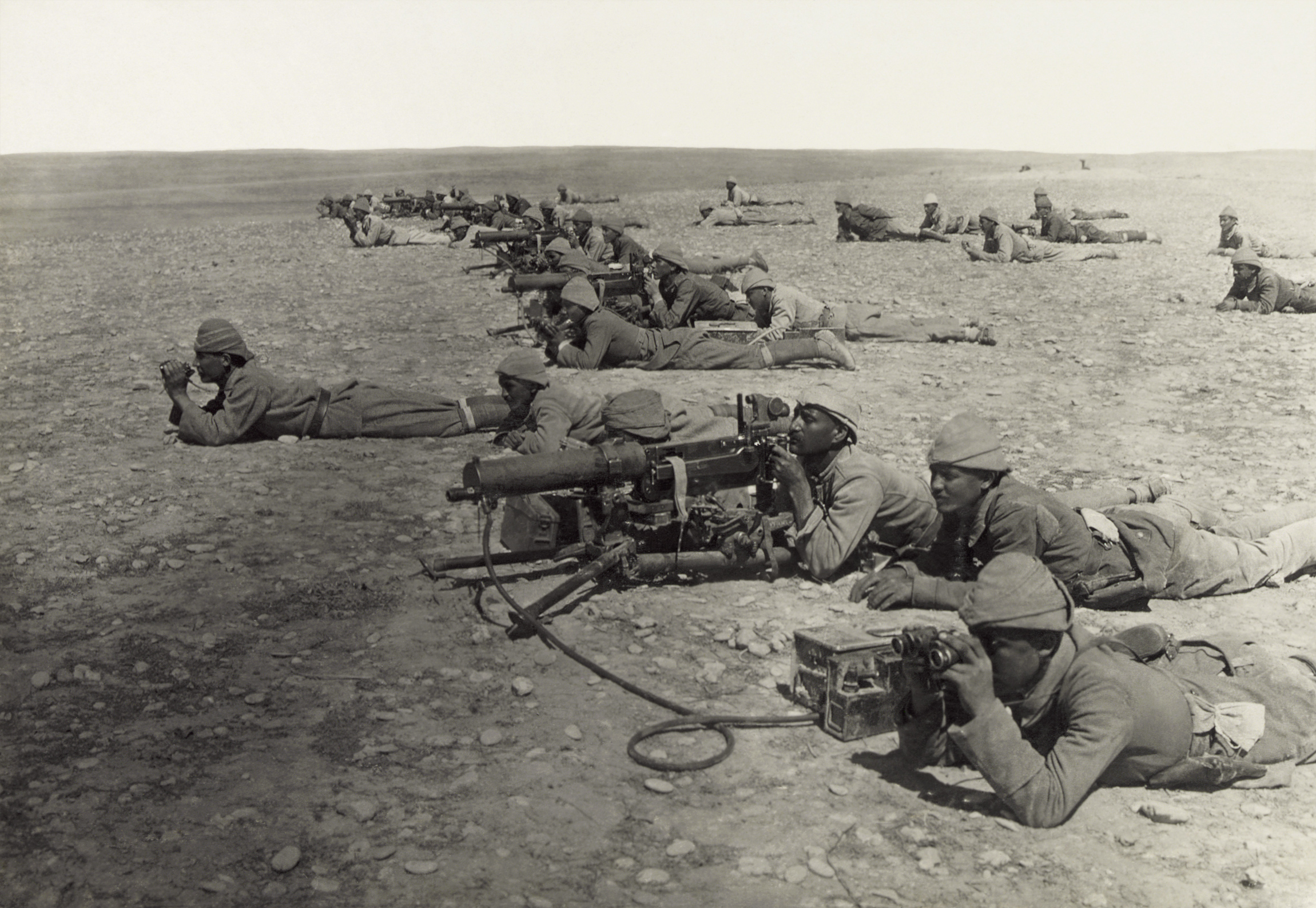
جنود عثمانيون وبعضهم مسلح برشاش MG 08. لاحظ أنه مثبت على حوامل ثلاثية القوائم بدلاً من حوامل التقليدية التي كانت شائعة.

## الحروب
- الثورة المكسيكية
- ثورة شينهاي
- الحرب العالمية الأولى
- الحرب الأهلية الروسية
- الثورة الألمانية
- الحرب الأهلية الفنلندية
- الحرب البولندية السوفيتية
- الحرب الأهلية الإسبانية [2]
- الحرب الأهلية الصينية
- الحرب الصينية اليابانية الثانية
- الحرب العالمية الثانية
- الحرب الكورية
- حرب الهند الصينية الأولى
- حرب فيتنام